# Václav Kozák
Václav Kozák (14 de abril de 1937-15 de marzo de 2004) fue un deportista checoslovaco que compitió en remo.
Participó en tres Juegos Olímpicos de Verano entre los años 1960 y 1968, obteniendo una medalla de oro en Roma 1960 en la prueba de doble scull. Ganó cuatro medallas en el Campeonato Europeo de Remo entre los años 1959 y 1965.

## Palmarés internacional
| Juegos Olímpicos   | Juegos Olímpicos       | Juegos Olímpicos  | Juegos Olímpicos   |
| Año                | Lugar                  | Medalla           | Prueba             |
| ------------------ | ---------------------- | ----------------- | ------------------ |
| 1960               | Roma (Italia)          | Medalla de oro    | Doble scull        |
| Campeonato Europeo |                        |                   |                    |
| Año                | Lugar                  | Medalla           | Prueba             |
| 1959               | Mâcon (Francia)        | Medalla de plata  | Doble scull        |
| 1961               | Praga (Checoslovaquia) | Medalla de bronce | Doble scull        |
| 1963               | Copenhague (Dinamarca) | Medalla de oro    | Scull individual   |
| 1965               | Duisburgo (RFA)        | Medalla de bronce | Cuatro con timonel |